# Геращенко Микола Миколайович
Микола Миколайович Геращенко (позивний «Гера»; 2 серпня 1981 в м. Чернігів — 16 лютого 2023 в м. Дніпро) — український військовик, доброволець. Загинув на російсько-українській війні. Нагороджений орденом «За мужність» III ступеню (посмертно).

## Життєпис
Навчався в 21 школі міста Чернігів, в мирному житті працював слюсарем.
З перших днів повномасштабного вторгнення РФ в Україну пішов добровольцем. Солдат ніс службу у військовій частині А7333, 167 батальйоні 119 ОБТРО. 5 лютого 2023 виконуючи бойове завдання селищі Білогорівка, що на Луганщині, брав участь у порятунку бійця НГУ і згодом сам отримав несумісне з життям тяжке поранення.
Помер від ран, в шпиталі міста Дніпра 16 лютого 2023. Похований в м. Чернігові на кладовищі «Забарівка».

## Відзнаки
- Орден «За мужність» III ступеня (30 червня 2023, посмертно)[3]
- Відзнака територіальної громади міста Чернігова — медаль «За оборону Чернігова» (посмертно).[4]